# Liberale Demokraten
Liberale Demokraten – Die Sozialliberalen (Kurzbezeichnung: LD) ist eine sozialliberale Kleinpartei in Deutschland, die im November 1982 als Reaktion auf die Bonner Wende gegründet wurde.

## Inhaltliches Profil

### Tradition
In ihrer Gründungszeit beriefen sich die Liberalen Demokraten anfangs weiter auf die Freiburger Thesen, die 1971 in der FDP entwickelt wurden. Zu den wichtigsten Ergebnissen ihrer eigenen Programmarbeit in diesem Zeitraum zählen die Papiere Die Demokratie erneuern (1985) und Arbeit für Alle (1986).

### Grundsätze
Nach eigenen Angaben ist der Leitgedanke der LD der Sozialliberalismus. Die Partei knüpft in ihrem Grundsatzprogramm, den auf dem 47. Bundesparteitag in Göttingen beschlossenen „Sozialliberalen Leitgedanken“, an die Kernforderungen der Freiburger Thesen an, die 1971 in der FDP entwickelt wurden. Übernommen wurden unter anderem die Forderungen nach „Menschenwürde durch Selbstbestimmung“, „Gleichberechtigung aller Menschen“, „Fortschritt durch Vernunft“ und „Demokratisierung der Gesellschaft“.

### Bildungspolitik
Bildungspolitik wird von der LD als „eines der wichtigsten Ziele sozialliberaler Politik“ benannt. Sie fordern ein bundesweit einheitliches Bildungssystem und zentrale Abschlussprüfungen. Das Schulsystem soll als Gesamtschulsystem neu geordnet werden. Zudem fordert die LD eine Abschaffung des konfessionell getrennten Religionsunterrichts.

### Bürgerrechte
Für die Liberalen Demokraten haben für alle Menschen „die absolut identischen Bürgerrechte zu gelten“. Sie fordern eine Erweiterung des Briefgeheimnisses auf ein allgemeines Kommunikationsgeheimnis, das auch digitale Kommunikation einschließt. Sie lehnen sowohl die verdachtsunabhängige Vorratsdatenspeicherung als auch die akustische Wohnraumüberwachung ab. Der Einsatz von Wahlcomputern wird abgelehnt.
Gleichzeitig treten die LD dafür ein, auch gleichgeschlechtlichen Partnerschaften oder andere Formen der Lebensgemeinschaft einer traditionellen Ehe zwischen Mann und Frau gesellschaftlich und rechtlich gleichzustellen und das Blutspendeverbot für Homosexuelle aufzuheben.

### Demokratie
Die Liberalen Demokraten fordern eine Absenkung der Fünf-Prozent-Hürde, die Einführung eines Präferenzwahlrechts und eine Absenkung des Wahlalters auf 16 Jahre. Die Bezugsgrenzen für Parteienfinanzierung und die Förderung parteinaher Stiftungen soll zugänglicher werden. Zudem werden mehr direkte Demokratie und eine Trennung von Religion und Staat gefordert.

### Europapolitik
Die LD befürworten die europäische Einigung. Sie fordern die Neugründung der Europäischen Union als „Republik Europa“, in deren Zentrum ein mit neuen Kompetenzen ausgestattetes europäisches Parlament stehen soll. In diesem Prozess soll sowohl eine europäische Regierung als auch eine europäische Verfassung etabliert werden.
In verschiedenen politischen Themenkomplexen sollen auf europäischer Ebene Lösungen gefunden werden, so etwa in der Asyl- und Migrationspolitik, der Arbeitspolitik und der Verteidigungspolitik im Rahmen einer europäischen Armee.

### Sozialpolitik
Die Liberalen Demokraten fordern die Einführung eines bedingungslosen Grundeinkommens, in dem alle steuerfinanzierten sozialen Hilfen des Staates zusammengefasst werden. Dieses soll über eine Anpassung der Steuerkurve bei Einkommensausfällen sofort bereitstehen, ohne einen Zuverdienst für Menschen mit hohem Einkommen darzustellen.
Zudem wird ein elternunabhängiges BAföG und ein „Housing First“-Programm gegen Obdachlosigkeit gefordert.

## Geschichte
Als 1982 die sozialliberale Koalition auseinanderbrach, traten viele sozialliberal orientierte Liberale aus der FDP aus. Einige von ihnen wechselten in die SPD oder zu den Grünen, andere gründeten am 28. November 1982 in Bochum die Liberalen Demokraten. Die Partei hatte bei ihrer Gründung ca. 1100 Mitglieder. Erster Vorsitzender der Partei wurde der frühere hessische FDP-Landtagsabgeordnete Ulrich Krüger.
Beim Gründungskongress zählte auch der Parteiname Radikaldemokratische Partei zu den diskutierten Varianten, konnte sich jedoch in der Abstimmung nicht durchsetzen.
Bei der vorgezogenen Bundestagswahl 1983 traten die LD nicht an, um nicht durch eine aussichtslose eigene Kandidatur stärkere Parteien im linken Lager zu schwächen. Bei den Landtagswahlen im Herbst des gleichen Jahres (Bremen und Hessen) verfehlten sie mit jeweils 0,4 Prozent der Stimmen deutlich ihre Ziele. Bei der Europawahl 1984 verzichteten sie nach einer internen Urabstimmung auf eine Beteiligung. In der Folge stellte Ulrich Krüger sein Amt zur Verfügung, zum neuen Vorsitzenden wurde Ralf Bartz, der damalige Kanzler der FernUniversität in Hagen, gewählt. Bei der Bundestagswahl 1987 übten die LD erneut Wahlverzicht, riefen aber zur Stimmabgabe für die SPD auf. Bei der Europawahl 1989 beabsichtigte die Partei eine Kandidatur, konnte aber nicht die nötige Anzahl an Unterstützer-Unterschriften zusammen bekommen.
Als die Partei daraufhin auf Empfehlung des Bundesvorstandes aufgelöst werden sollte, stellte sich die Freiburger Kulturanthropologin Gabriele Safai als neue Bundesvorsitzende zur Wahl und sorgte so für das Fortbestehen der LD als Partei. 1991 erweiterten die LD ihren Namen durch den Zusatz die Sozialliberalen, um ihr programmatisches Profil zu verdeutlichen. Safais erste Amtszeit dauerte bis zum 4. März 1995 (Bundesparteitag in Kassel). Am 16. November 1996 wurde sie in Heidelberg erneut zur Vorsitzenden gewählt und führte die Partei bis zum Bundesparteitag vom 8. November 2008 in Köln. Ihr Amtsnachfolger wurde der vorherige Schatzmeister Bernd Grothkopp aus Leonberg. Auf dem Bundesparteitag vom 22. Mai 2011 wurde Rainer Schlitt aus Kirtorf zum neuen Vorsitzenden gewählt, dem am 16. August 2014 wieder sein Vorgänger Grothkopp folgte. Anfang des Jahres 2022 wurde Kasim Dönmez in einer Briefwahl zu seinem Nachfolger gewählt.

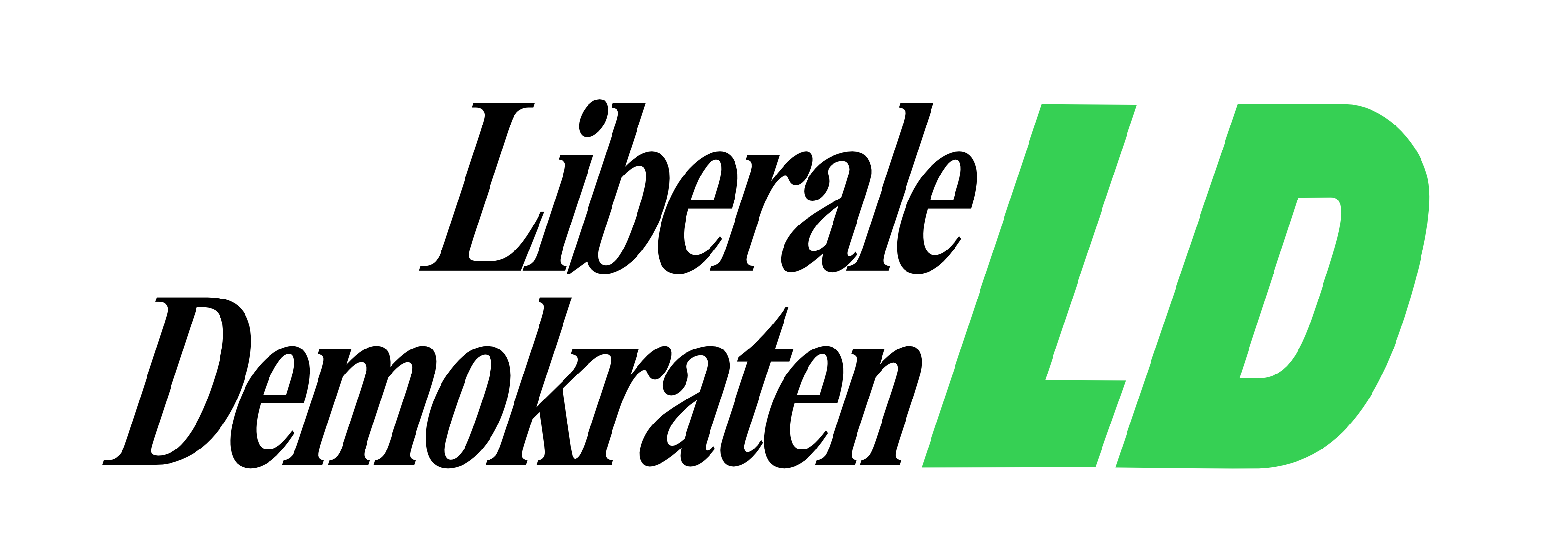
Logo der Liberalen Demokraten bis 2007

Die Partei konnte Mandate nur auf kommunaler Ebene erzielen; bis 1999 war sie mit einem Abgeordneten im Gemeinderat von Heidelberg vertreten. In Kleve am Niederrhein erzielte die Partei bei der Kommunalwahl 1984 5,1 % und zog mit zwei Abgeordneten in den Stadtrat ein, während die FDP mit 4,2 % an der 5%-Hürde scheiterte. 1989 gingen die Mandate wieder verloren. Zeitweilig hatte sie in Berlin einen Landtagsabgeordneten, als im Jahre 1992 Hans Schwenke vom Neuen Forum zu den LD übertrat. Dieser verließ die Partei aber bald wieder und wechselte zur FDP. Zur letzten gemeinsamen Kandidatur einer Liste Grüne/LD kam es 1997 in Dieburg. Bei der Landtagswahl in Nordrhein-Westfalen 2005 am 22. Mai kandidierten sie im Wahlkreis Köln VII, womit sie erstmals seit längerer Zeit wieder bei einer Landtagswahl antraten und ihren Parteistatus für die nächsten Jahre sichern konnten.
2004 und 2009 trat die Partei bei den Kommunalwahlen in Köln an und erreichte 58 bzw. 63 Stimmen (0,0 %).

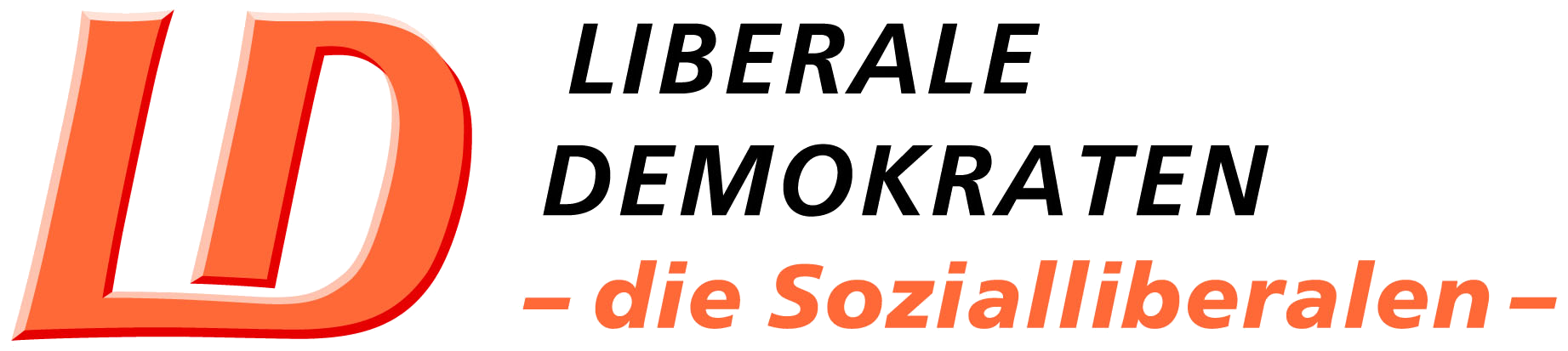
Logo der Liberalen Demokraten von 2007 bis 2020

Im Vorfeld der Landtagswahl in Nordrhein-Westfalen 2010 scheiterte die Landesliste der LD an einer nicht ausreichenden Zahl von Unterstützungsunterschriften, lediglich eine erneute Direktkandidatur im Wahlkreis Köln VII wurde zugelassen. Auf den Wahlkreiskandidaten entfielen dort laut amtlichem Endergebnis 95 Stimmen (= 0,2 %). Bei der vorgezogenen Landtagswahl vom Mai 2012 verzichtete die Partei angesichts der kurzen Vorlaufzeit auf eine Landesliste; der wiederum als Direktkandidat in Köln-Mülheim angetretene Landesvorsitzende Günter Pröhl erzielte 120 Erststimmen (= 0,2 %).
Ab 2015 bemühten sich mehrere kleine linksliberale Gruppierungen, darunter die LD, die Neuen Liberalen und die Verbraucherschutzpartei, um  Zusammenarbeit und einen möglichen Zusammenschluss. Es blieb letztlich bei der Veröffentlichung einer „Sozialliberalen Erklärung“ im März 2017, an der neben den LD und den Neuen Liberalen unter anderem auch die Piratenpartei, die Transhumane Partei und die Partei der Humanisten beteiligt waren.
Auf ihrem 47. Bundesparteitag vom 5. September 2020 in Göttingen gaben sich die Liberalen Demokraten ein neues Logo und beschlossen neue Programminhalte. Beschlossen wurde unter anderem ein erweiterter Entwurf zum bedingungslosen Grundeinkommen und ein neues Programmpapier zum Tierschutz. Darüber hinaus setzen sich die Liberalen Demokraten für ein Ende der Diskriminierung von Homosexuellen bei der Blutspende ein. Im November des gleichen Jahres gründete sich der Landesverband Berlin.
Die Partei kandidierte zur Abgeordnetenhauswahl Berlin 2021 im Wahlkreis Treptow-Köpenick 3 und erhielt 0,1 % der Stimmen. Bei der zeitgleich stattfindenden Wahl zur Bezirksverordnetenversammlung Tempelhof-Schöneberg entfielen auf die Liste der LD 104 Stimmen (0,1 %). Das beste Ergebnis ihrer jüngeren Geschichte erzielte die Partei bei der Landtagswahl in Nordrhein-Westfalen 2022, wo auf ihren Kandidaten im Wahlkreis Aachen I 185 Stimmen (0,4 %) entfielen.
Seit August 2022 gehört der stellvertretende Bürgermeister des Ortes Wettmar, Andreas Genske, den Liberalen Demokraten an, wodurch sie erneut ein kommunales Mandat innehaben.
Ein weiterer Landesverband wurde im Januar 2024 in Sachsen gegründet. Am 13. Oktober 2024 gründete sich auch im Saarland ein Landesverband.

### Parteivorsitzende
| Name              | Zeitraum     |
| ----------------- | ------------ |
| Ulrich Krüger     | 1982–1984    |
| Ralf Bartz        | 1984–1989    |
| Gabriele Safai    | 1989–1995    |
| Karl-Oskar Riemer | 1995–1996    |
| Gabriele Safai    | 1996–2008    |
| Bernd Grothkopp   | 2008–2011    |
| Rainer Schlitt    | 2011–2014    |
| Bernd Grothkopp   | 2014–2022    |
| Kasim Dönmez      | 2022–2023    |
| Paul Vossiek      | 2023–aktuell |

## Parteistruktur

### Bundesvorstand
Der gegenwärtig (2025–2027) amtierende Bundesvorstand wurde auf dem 55. Bundesparteitag am 26 und 27. April 2025 gewählt.
| Vorsitzender                   | Paul Vossiek    |
| Stellvertretende Vorsitzende   | Josephine Lode  |
| Stellvertretender Vorsitzender | Finn-Luca Plötz |
| Generalsekretär                | Philipp Gräser  |
| Geschäftsführer                | Jens Lünenstraß |
| Schatzmeisterin                | Stefanie Hylla  |
| Stellv. Schatzmeister          | Luca Kunert     |

### Landesverbände
|                     | Landesverband       | Vorsitzende                       | Vergangene Wahlteilnahme                  |
| ------------------- | ------------------- | --------------------------------- | ----------------------------------------- |
| Baden-Württemberg   | Baden-Württemberg   | Paul Schimanski                   | keine                                     |
| Berlin              | Berlin              | Chris Ward                        | Wahl zum Abgeordnetenhaus von Berlin 2023 |
| Niedersachsen       | Niedersachsen       | Steve Bourne                      | keine                                     |
| Nordrhein-Westfalen | Nordrhein-Westfalen | Florian Holtbrügger               | Landtagswahl in Nordrhein-Westfalen 2022  |
| Saarland            | Saarland            | Alexander Heusel und Philip Lukas | keine                                     |
| Sachsen             | Sachsen             | David Hildebrandt                 | keine                                     |

Die Gründung weiterer Landesverbände ist geplant.

## Ergebnisse bei Landtagswahlen
- Bremen 1983: 0,4 %
- Hessen 1983: 0,4 %
- Berlin 1985: 0,1 %
- Berlin 1989: 0,0 %
- Nordrhein-Westfalen 1985: 0,0 %
- Nordrhein-Westfalen 2005: 0,0 %
- Nordrhein-Westfalen 2010: 0,0 %
- Nordrhein-Westfalen 2012: 0,0 %
- Nordrhein-Westfalen 2017: 0,0 %
- Berlin 2021: 0,0 %
- Nordrhein-Westfalen 2022: 0,0 %
- Berlin 2023: 0,0 %

Seit 2010 stellte die Partei bei ihren Wahlteilnahmen keine Landeslisten mehr auf, sondern kandidierte nur noch mit einzelnen Bewerbern in Wahlkreisen.

## Prominente Mitglieder

### Ehemalige Mitglieder
- William Borm (1895–1987), Mitglied des Bundestages, Mitglied des FDP-Bundesvorstands
- Ulrich Krüger-Limberger (1942–2016), Mitglied des Landtags Hessen, Bundesvorsitzender 1982–1984
- Irmingard Schewe-Gerigk (* 1948), Mitglied des Bundestags
- Theo Schiller (* 1942), Politikwissenschaftler
- Hans Schwenke (1934–2023), Mitglied des Berliner Abgeordnetenhauses
- Rolf Storm (* 1945), Mitglied der Bremischen Bürgerschaft

## Erwähnenswertes
Die Schriftstellerin Ingeborg Drewitz unterstützte die Liberalen Demokraten zeitweise und verfasste 1986 einen Beitrag für die Zeitschrift liberale drucksachen. Die LD erkannten 1993 postum ihrem Ehrenvorsitzenden William Borm diesen Titel wieder ab, als seine früheren Verbindungen zum Ministerium für Staatssicherheit bekannt wurden.
Im Vorfeld der Landtagswahl in Nordrhein-Westfalen 2022 verklagte der dortige Landesverband den Landtag vor dem dortigen Verfassungsgerichtshof im Rahmen eines Organstreitverfahrens zur Herabsetzung der Zahl der zu sammelnden Unterstützungsunterschriften während der COVID-19-Pandemie, nachdem diese anders als bei den Wahlen im Vorjahr nicht herabgesetzt worden war.